# استپی بیابانی
استپی بیابانی (نام علمی: Stipa hohenackeriana) نام یک گونه از سرده استپی است. سرده استپی در ایران در حدود ۲۰ گونه گیاه گندمی چندساله و یکساله دارد.